# Хорватские формирования нацистской Германии и фашистской Италии

Нарукавная эмблема хорватских добровольцев в формированиях нацистской Германии

Хорватские формирования нацистской Германии и фашистской Италии — формирования вермахта и войск СС, а также Королевской итальянской армии, созданные в Хорватии, либо укомплектованные хорватами и боснийскими мусульманами на территории нацистской Германии и фашистской Италии.
Созданное при поддержке Германии и Италии на территории оккупированной Югославии, Независимое государство Хорватия (НГХ) приняло участие во Второй мировой войне на стороне стран оси. Хорватские добровольческие формирования были отправлены на Восточный фронт в составе вооружённых сил нацистской Германии, в то время как собственно армия НГХ оставалась на Балканах, где вела противопартизанские действия; хорватские легионеры несли службу и были обмундированы в соответствии с правилами Германии и Италии, однако де-юре 369-й полк вермахта входил в хорватскую армию.

## Предыстория

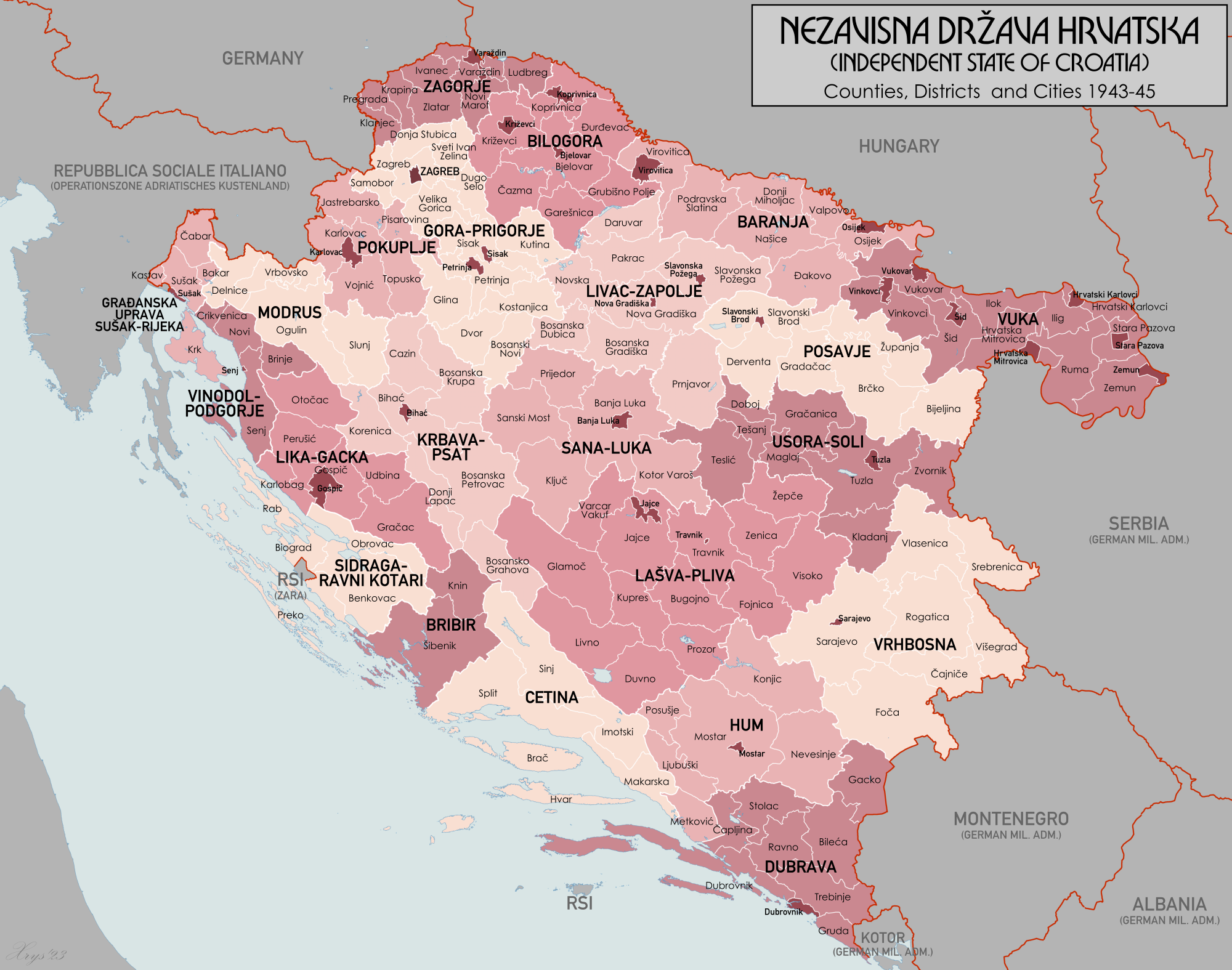
Карта НГХ

10 апреля 1941 года, во время вторжения стран оси в Югославию, один из лидеров усташей Славко Кватерник в Загребе провозгласил создание Независимого государства Хорватия. В ночь на 16 апреля, после признания НГХ Германией и Италией, в Загреб прибыл глава усташей Анте Павелич. В следующие два месяца в Хорватии были созданы правительство, государственный аппарат и было начато строительство вооружённых сил. 15 июня 1941 года Хорватия присоединилась к Тройственному пакту и была признана его членами. Хорватия фактически приняла участие в войне стран Оси против Советского Союза, однако формально войну СССР никогда не объявляла (США же и Британии война со стороны НГХ была объявлена 14 декабря 1941 года).
Спустя день после провозглашения самого НГХ усташи опубликовали закон об армии и флоте, который провозглашал создание вооружённых сил нового государства. Они состояли из регулярных формирований под названием «Хорватское домобранство», усташских формирований и жандармерии. В процессе их создания использовалось наследство югославской королевской армии: кадры, оружие, казармы и технические средства. Кроме 2662 офицеров бывшей югославской армии, в вооружённые силы НГХ вступили 838 офицеров, служивших в Австро-Венгрии. ВС Хорватии сразу после своего создания столкнулись с рядом трудностей, среди которых выделялись недостаток оружия и снаряжения, а также малое количество предприятий, способных выпускать продукцию военного назначения. Назначенный главнокомандующим Славко Кватерник в беседе с итальянским публицистом Коррадо Дзоли, состоявшейся 5 сентября 1941 года, рассказывал:
Для формирования армии у меня нет ничего, кроме людей. Несколько десятков ружей, ещё меньше пулеметов, несколько автоматов и считанные орудия. Нет ни легковых, ни грузовых машин, нет инструмента. Танков только шесть, да и то это лёгкие танки старого типа, на них даже танкистов обучать нельзя. Очень мало радиостанций. Во всей Хорватии существует только два завода, способных производить боеприпасы для стрелкового оружия. Самолётов нет совсем. Сами понимаете, что в таких условиях никакое серьёзное формирование невозможно.
Италия рассчитывала на полный контроль над хорватской армией, однако Павелич отверг эти притязания. В итоге итальянцы полностью прекратили военную помощь и «шефство» над формированиями НГХ взяла Германия. Уже 14 апреля немецкое командование опубликовало первые приказы, предусматривающие оказание помощи хорватским формированиям.
Через 10 дней после нападения Германии и её союзников на СССР Анте Павелич по радио выступил с речью, в которой призвал добровольцев принять участие в войне. После этого командование хорватской армии отдало приказ о наборе добровольцев для войны с Советским Союзом. Желающие пополнить добровольческие подразделения отбирались в специальных пунктах: в Загребе отбирались лётчики и артиллеристы, в Ополье, Сараеве и Баня-Луке — пехотинцы, в Карловаце — сапёры, в Земуне, Макарске и Дубровнике — моряки.

## Общая характеристика хорватских формирований
Хорватские легионы не предназначались для боевых действий непосредственно на территории Балканского полуострова. При этом они создавались по инициативе хорватских властей. Ситуация с хорватскими добровольцами изменилась в начале 1943 года, когда было решено часть немецких дивизий с Балкан отправить на Восточный фронт, а из хорватов и боснийских мусульман сформировать несколько дивизий для подавления партизанского движения. В результате три дивизии вермахта, укомплектованные хорватами, и две дивизии войск СС, укомплектованные мусульманами, создавались уже по решению военного руководства Германии, а их целью была борьба с партизанами на территории оккупированной Югославии.
Боснийцы-мусульмане в НГХ рассматривались как хорваты, исповедующие ислам. Имея равные с хорватами права, они подлежали призыву в местные вооружённые силы. Мусульманам Боснии и Герцеговины также разрешалось вступать в формирования усташей либо организовывать свои усташские отряды. Когда в 1943 году Гиммлер выдвинул идею сформировать из числа мусульман дивизии в войсках СС, это встретило сопротивление со стороны Анте Павелича, который опасался дезертирства мусульман в новые дивизии и проявлений мусульманского сепаратизма.
В историографии боеспособность дивизий, укомплектованных боснийскими мусульманами, была оценена как невысокая. Кроме участия в преступлениях против православного сербского населения, эти дивизии отличались довольно высоким уровнем дезертирства. Мусульмане бежали из дивизий в среднем по несколько сотен человек в месяц. Кроме того, соединения: 13-я добровольческая горнопехотная дивизия СС «Ханджар» (1-я хорватская) и 23-я добровольческая горнопехотная дивизия СС «Кама» (2-я хорватская) были объектом эффективной пропаганды партизан НОАЮ. С одной стороны, личный состав этих дивизий именовался предателями, а с другой — партизаны старались проникнуть в эти подразделения и разложить их личный состав изнутри, обещая прощение тем, кто перейдёт на сторону партизан.
В формированиях вермахта и СС, укомплектованных хорватами боснийскими мусульманами, служило более 113 000 солдат и офицеров. По оценкам О. В. Романько, хорваты показали себя лучше, нежели другие национальные формирования нацистской Германии. Всего в боях погибло более 14 000 хорватов и боснийских мусульман, служивших в вермахте и войсках СС.

## Хорватские формирования в вермахте

### 369-й полк

Анте Павелич с бойцами 369-го полка

369-й усиленный пехотный полк был создан к 16 июля 1941 года и входил в состав германских сухопутных сил. Его личный состав комплектовался исключительно добровольцами из числа хорватов и боснийских мусульман. После прибытия полка на Восточный фронт к нему была прикреплена группа немецких инструкторов. При создании полка планировалось укомплектовать его примерно 4000 добровольцев, однако к 15 июля 1941 года вступить в полк изъявило желание около 9000 человек. В итоге были ужесточены требования к добровольцам, и к моменту отправки на фронт полк насчитывал 3895 человек. Впоследствии он пополнялся маршевыми ротами и его численность несколько возросла. Состав полка был следующим:
- штаб
- комендантская рота
- 3 пехотных батальона, в каждом:
  - 3 пехотных роты
  - пулемётная рота
  - противотанковая рота
  - хозяйственная рота
- 3 батареи 105-мм орудий (всего 18 орудий)
- запасной батальон

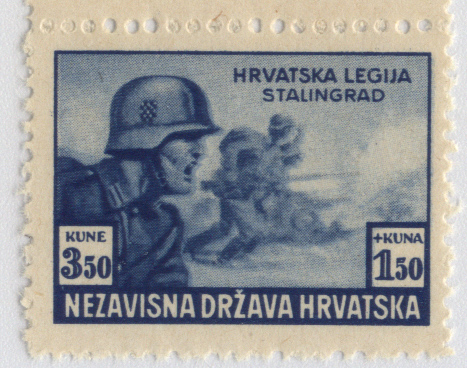
Марка НГХ, посвящённая 369-му полку

Запасной батальон полка дислоцировался в Штоккерау и занимался подготовкой пополнения в виде маршевых рот. За время существования полка им командовали:
- полковник Иван Маркулья (июль 1941 — 22 сентября 1942)
- полковник Виктор Павичич (22 сентября 1942 — 17 января 1943)
- подполковник Марко Месич (с 17 января 1943 до момента уничтожения полка)

На Восточном фронте полк действовал в составе 100-й легкопехотной дивизии 17-й полевой армии группы армий «Юг». Демонстрируя высокий боевой дух и хорошие боевые качества, полк, тем не менее, нес тяжелые потери в боях. По данным югославского исследователя Алексадра Йовановича, военнослужащие полка совершили многочисленные военные преступления против мирного населения СССР. Зимой 1943 года он был разгромлен в Сталинграде, часть личного состава попала в плен.

### 369-я пехотная дивизия
Командование вермахта положительно оценило результаты применения 369-го полка, и было принято решение продолжить формирование хорватских формирований для Восточного фронта. 21 августа 1942 года в Штоккерау началось формирование пехотной дивизии, основу которой составили бойцы, служившие в 369-м полку. Их насчитывалось около 1000 человек. В то же время, в отличие от полка, командный состав дивизии состоял из немцев, хорваты же занимали в основном младшие командные должности. В январе 1943 года дивизия получила номер уничтоженного под Сталинградом 369-го полка. Также в память о 42-й хорватской дивизии армии Австро-Венгрии её называли «Дьявольской». К концу января дивизия закончила свою подготовку, в ней насчитывалось 14 000 солдат и офицеров. Её состав был следующим:
- Штаб
- 369-й гренадерский полк
  - 3 пехотных батальона
- 370-й гренадерский полк
  - 3 пехотных батальона
- 369-й артиллерийский полк
  - 3 артиллерийских батальона
- 369-й разведывательный батальон
- 369-й противотанковый батальон
- 369-й сапёрный батальон
- 369-й санитарный батальон
- 369-й батальон связи
- 369-й запасной батальон
- тыловые подразделения

Дивизией командовали:
- генерал-лейтенант Фриц Найдхольт[нем.] (1 сентября 1942 — 5 октября 1944)
- генерал-лейтенант Георг Райнике (с 5 октября 1944 до момента капитуляции дивизии)

Командование вермахта планировало задействовать дивизию на Восточном фронте, однако из-за набиравшего силу партизанского движения в оккупированной Югославии она была переброшена в Северную Боснию в конце января 1943 года. Первой крупной боевой операцией дивизии стала битва на Неретве, где немецко-хорватские подразделения нанесли поражение партизанским отрядам НОАЮ. В дальнейшем дивизия вела бои на территории современных Боснии и Герцеговины и Хорватии, неся тяжёлые потери от партизанских атак. К апрелю 1945 года в её полках оставалось по 500 солдат и офицеров. 11 мая 1945 года сдалась британским войскам неподалеку от Блайбурга.

### 373-я пехотная дивизия
Формирование второй легионерской дивизии, получившей номер 373, было начато в Дёллерсхайме 6 января 1943 года. Её неофициальным прозвищем стало «Тигр-дивизия». К апрелю 1943 года было закончено формирование подразделений дивизии. Её командный состав был набран из немцев, хорватами укомплектовывались младший командный и рядовой состав. Дивизия насчитывала до 16 000 солдат и офицеров. В составе дивизии были:
- Штаб
- 383-й гренадерский полк
- 384-й гренадерский полк
- 373-й артиллерийский полк
- 373-й разведывательный батальон
- 373-й противотанковый батальон
- 373-й сапёрный батальон
- 373-й батальон связи
- 373-й санитарный батальон
- 373-й запасной батальон
- тыловые части

Состав полков и батальонов был таким же, как и в 369-й дивизии. Однако в конце 1944 года структура дивизии несколько изменилась — в хорватской армии была расформирована 2-я егерская бригада, и её личный состав передали 373-й дивизии, возможно, как 385-й гренадерский полк. В конце апреля 1943 года дивизия прибыла в оккупированную Югославию. 6 декабря 1944 она понесла первые тяжёлые потери, принимая участие в обороне Книна. В этот период дивизия вела боевые действия в Западной Боснии и на Адриатическом побережье. Она оставалась в этом регионе до весны 1945 года, когда под давлением партизан начала отступать через территорию Хорватии на северо-запад. В начале мая 1945 года остатки дивизии были окружены партизанами западнее Сисака и капитулировали.
За время существования дивизии её возглавляли:
- генерал-лейтенант Эмиль Целлнер (25 января 1943 — 5 августа 1943)
- генерал-лейтенант Эдуард Алдриан (5 августа 1943 — 10 января 1945)
- генерал-майор Ганс Гравенштайн (с 10 января 1945 до момента капитуляции дивизии)

### 392-я пехотная дивизия
Третья легионерская дивизия, получившая номер 392, начала формирование 17 августа 1943 года в Дёллерсхайме. Как в двух других легионерских дивизиях, бойцы придумали ей неофициальное название — «Голубая». Формирование дивизии завершилось в декабре 1943 года, тогда же её подразделения завершили подготовку. Она насчитывала 12 000 солдат и офицеров. Структура дивизии была следующей:
- штаб
- 846-й гренадерский полк
- 847-й гренадерский полк
- 392-й артиллерийский полк
- 392-й разведывательный батальон
- 392-й противотанковый батальон
- 392-й сапёрный батальон
- 392-й батальон связи
- 392-й санитарный батальон
- 392-й запасной батальон
- тыловые части

В январе 1944 года дивизия была дислоцирована в Югославии. Зоной её ответственности было побережье Адриатического моря от Южной Словении до Книна. Также личный состав дивизии принимал участие в боях на территории островов Северной Адриатики. После освобождения Книна партизанами 392-я дивизия была задействована на линии Оточац-Бихач, однако вскоре начала отступать под непрерывными атаками партизан. 24 апреля 1945 года она сдалась партизанам в районе Риеки.
С момента формирования дивизии ею командовал генерал-лейтенант Йохан Микль.

### Хорватский авиационный легион
Хорватский воздушный легион начал формирование летом 1941 года. За отбор добровольцев для участия в боях на Восточном фронте отвечал заместитель командующего хорватских ВВС полковник Иван Мрак. Всего он набрал около 400 человек, из которых с 12 по 14 июля 1941 года был сформирован Хорватский авиационный полк, имевший в своей составе две авиагруппы:
- 4-я авиагруппа (202 человека, две истребительных эскадрильи)
- 5-я авиагруппа (155 человек, две бомбардировочных эскадрильи)

Полк возглавил сам полковник Мрак. 15 июля отобранные добровольцы были отправлены в Германию. Лётчики истребительных эскадрилий проходили подготовку близ Нюрнберга, а бомбардировочных — в Грайфсвальде. В конце августа 1941 года их подготовка завершилась, по её результатам часть пилотов отсеялась, полковник Мрак также не был утверждён немецким командованием на своей должности. Оставшиеся добровольцы были объединены в две эскадрильи — истребительную и бомбардировочную, вошедшие в состав Хорватского авиационного легиона.
Истребительная эскадрилья действовала в составе 4-го воздушного флота, летая на Bf. 109. В январе 1942 года её пилоты вернулись в Хорватию для отдыха и пополнения. Бомбардировочная эскадрилья принимала участие в боях в составе 1-го воздушного флота группы армий «Центр», используя устаревшие самолёты Do. 17Z. В марте 1942 года её лётчики были отправлены в Хорватию на отдых. В июле того же года они вернулись на фронт, где пробыли до января 1943 года. С того момента они были распределены по бомбардировочным частям ВВС Независимого государства Хорватия. В свою очередь, лётчики-истребители воевали в СССР вплоть до осени 1944 года.
21 июля 1944 года Хорватский авиационный легион был распущен, его лётчики-истребители стали частью Хорватской смешанной авиагруппы. Она была включена в состав 1-й авиационной дивизии люфтваффе и принимала участие в боях в Восточной Пруссии вплоть до 1 ноября 1944 года, когда хорватские лётчики были отправлены в состав пехотных подразделений. Многим из них удалось вернуться в ВВС Хорватии.

### Хорватский морской легион
Хорватский морской легион был сформирован по инициативе хорватского руководства летом 1941 года. Он укомплектовывался добровольцами, служившими в недавно созданном хорватском военном флоте. К июлю 1941 года в новое формирование записались 343 добровольца: 23 офицера, 220 унтер-офицеров, 100 рядовых. Новое подразделение именовалось Хорватским военно-морским батальоном «Чёрное море», однако в историографии устоялось название Хорватского морского легиона.
3 июля 1941 года легион был включён в состав кригсмарине, а 17 июля прибыл в Варну для прохождения подготовки. 22 сентября 1941 года моряки легиона завершили подготовку, а 30 сентября были отправлены в СССР, в Геническ на Азовском море, где получили шесть советских рыболовецких судов, захваченных немцами. После перевооружения суда стали выполнять функции тральщиков и кораблей береговой охраны. Весной 1943 года легион вернулся в НГХ на отдых. Летом того же года он вновь был отправлен в Варну, где получил 12 кораблей-охотников за подводными лодками. После капитуляции Италии НГХ создало свой флот. Часть моряков легиона продолжила службу в новом флоте, другие пополнили экипажи кригсмарине. В мае 1944 года хорватский морской легион был расформирован.
Легионом последовательно командовали капитан 1-го ранка Андро Вркльян и контр-адмирал Стьепан Руменович.

## Хорватские формирования войск СС

### 13-я добровольческая горнопехотная дивизия СС «Ханджар»

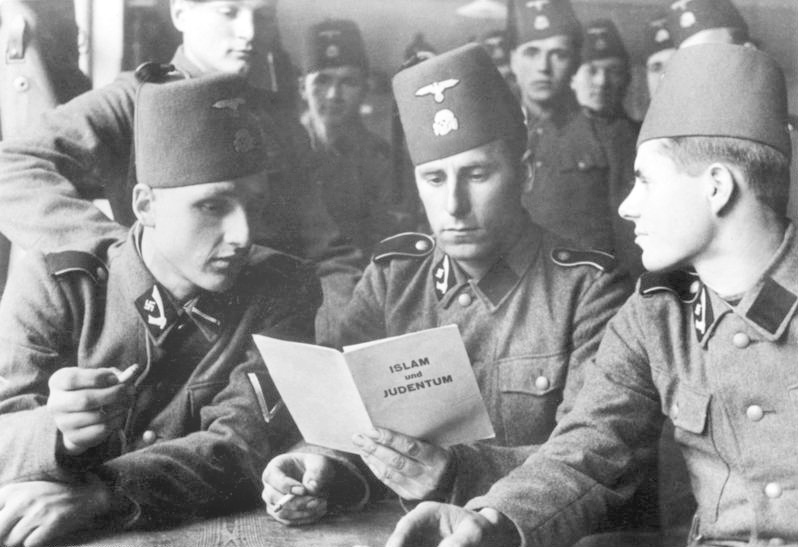
Солдаты дивизии в процессе политического обучения, читают брошюру «Ислам и иудаизм», лето 1943

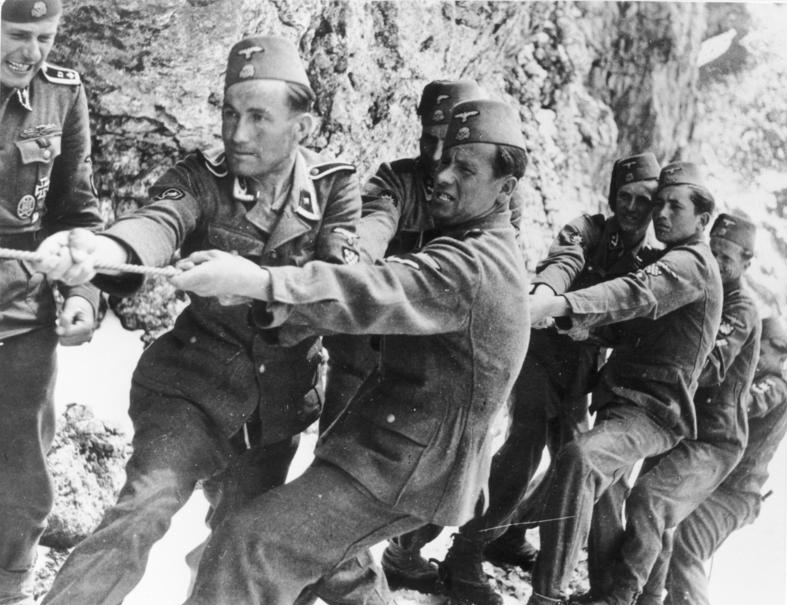
Бойцы дивизии в горах, май 1944

1 марта 1943 года началось формирование дивизии войск СС, укомплектованной боснийскими мусульманами. Оно было завершено к июлю того же года. В октябре дивизия получила наименование 13-я добровольческая горнопехотная дивизия СС «Ханджар» (1-я хорватская). Из-за нехватки добровольцев из числа мусульман в дивизию были набраны 3000 хорватов, ещё один её батальон был укомплектован косовскими албанцами. Командные должности укомплектовывались немцами.
Несмотря на то, что дивизия создавалась для боевых действий против югославских партизан, её подготовка с августа по ноябрь 1943 года велась в учебных лагерях Ле-Пуи и Ле-Лозьер во Франции, а в декабре того же года — на учебном полигоне Нойхаммер в Германии. На территорию оккупированной Югославии дивизия вернулась только в январе 1944 года, а свою окончательную структуру приобрела только в сентябре 1944 года. Тогда организация дивизии выглядела следующим образом:
- штаб
- 27-й горнопехотный полк
- 28-й горнопехотный полк
- 13-й горный артиллерийский полк
- 13-й разведывательный батальон
- 13-й горный сапёрный батальон
- 13-й горный батальон связи
- 13-й дивизион ПВО
- 13-й дивизион связи
- хорватский моторизованный батальон
- 13-й санитарный дивизион
- 13-я добровольческая горная ветеринарная рота
- 13-й взвод военных корреспондентов
- 13-й отряд полевой жандармерии
- 13-й запасной батальон
- части обеспечения

За время существования дивизией ей командовали:
- штандартенфюрер СС Герберт фон Обвурчер (1 апреля 1943 — 9 августа 1943)
- группенфюрер СС Карл Густав Зауберцвейг (9 августа 1943 — 21 июня 1944)
- бригадефюрер СС Дезидериус Хампель (июнь—сентябрь 1944 и январь—май 1945 года)

Гиммлер считал, что дивизия из мусульман-добровольцев, неприязненно относящихся к православным сербам, сможет эффективно бороться с партизанами, основу которых составляли сербы. Однако на практике это привело к тому, что «Ханджар» занималась карательными акциями против сербского населения, что вызвало ожесточённый отпор со стороны партизан. Английский исследователь Гордон Уильямсон писал:
В военном плане эффективность этой дивизии оказалась почти нулевой, поскольку партизаны стали сражаться с ещё большим ожесточением, а война приобрела характер массовой вендетты со средневековыми пытками и казнями
В феврале 1944 года дивизия начала боевые действия против партизан. Её зоной ответственности были Северо-Восточная Босния, часть Сербии, южный и западный Срем. В конце 1944 года советские войска и югославские партизаны выбили дивизию из Сербии и Срема и она была передислоцирована в Венгрию, где сражалась против Красной Армии. В это время многие мусульмане дезертировали из дивизии, возвращаясь в Боснию. Остатки дивизии сдались в плен британским войскам 8 мая 1945 года.
Максимальная численность дивизии составляла 22 000 солдат и офицеров.

### 23-я добровольческая горнопехотная дивизия СС «Кама»
17 июня 1944 года Адольф Гитлер одобрил формирование ещё одной дивизии войск СС, укомплектованной боснийскими мусульманами. При создании дивизии планировалось задействовать её против партизан и организовать как горнопехотное подразделение. Полным наименованием дивизии стало 23-я добровольческая горнопехотная дивизия СС «Кама» (2-я хорватская). Набор личного состава в дивизию начался ещё до указа о её создании — 10 июня 1944 года. Командные должности занимали немецкие офицеры из дивизии «Ханджар».
После создания дивизии её состав должен был выглядеть следующим образом:
- штаб
- 55-й горнопехотный полк
- 56-й горнопехотный полк
- 23-й горный артиллерийский полк
- 23-й разведывательный батальон
- 23-й противотанковый дивизион
- 23-й хозяйственный дивизион
- 23-й сапёрный батальон
- 23-й горный дивизион связи
- 23-й полевой лазарет
- 23-й запасной полевой батальон
- части обеспечения

Формирование 23-й горнопехотной дивизии СС «Кама» так и не было завершено. 24 сентября 1944 года поступил приказ о прекращении формирования, так как наступление Красной армии создало угрозу учебному лагерю дивизии. В это время в дивизии насчитывалось 8000 человек. Большая часть личного состава, в первую очередь немцы, была отправлена в 31-ю добровольческую пехотную дивизию СС. Боснийские мусульмане были переведены в 13-ю горную дивизию СС «Ханджар».
С 1 июля 1944 года и до расформирования дивизии ею командовал штандартенфюрер СС Гельмут Райтель.

## Хорватско-немецкая полиция
Кроме вермахта и войск СС, хорватские добровольцы также служили в немецкой полицейской администрации в НГХ. Её возглавлял уполномоченный рейхсфюрера СС в Хорватии группенфюрер СС и генерал-лейтенант полиции Константин Каммерхофер.
15 июля 1943 года Гиммлер приказал сформировать семь полицейских батальонов, укомплектованных хорватскими добровольцами. Каждый батальон состоял из четырёх рот. В роте было 12 офицеров-немцев и 138 хорватов и фольксдойче. По рекомендации Гиммлера, взводы тяжёлого оружия в батальонах комплектовались только немцами. Личный состав батальонов присягал фюреру и поглавнику, но сами батальоны не были частью полиции НГХ. Они подчинялись немецким полицейским начальникам, делегированным в Хорватию из нацистской Германии. Каждый начальник не только непосредственно командовал батальоном, но и отвечал за его подготовку, обмундирование и снабжение.
В ноябре 1943 структура хорватско-немецкой полиции выглядела следующим образом:
- полковой штаб
- 10 полицейских батальонов «Хорватия»
- запасной батальон «Эссег»
- полицейский кавалерийский эскадрон «Хорватия»
- два полицейских учебных батальона

1 декабря 1943 года хорватско-немецкая полиция пополнилась ещё тремя батальонами. Они были предназначены для охраны железных дорог и были созданы путём объединения нескольких подразделений хорватской армии с частями немецкой полиции порядка. Деятельность хорватских добровольцев в немецкой полиции была высоко оценена как самими немцами, так и хорватскими властями. Поэтому создание новых частей было продолжено и в 1944 году. В 1945 году хорватско-немецкая полиция насчитывала дивизию хорватской жандармерии, несколько отдельных батальонов, эскадрон и артиллерийские батареи. Всего в них служило 32 000 добровольцев.

## Итало-хорватский легион
Формирование итало-хорватского легиона началось вскоре после появления первых хорватских сил Третьего Рейха. В июле руководитель итальянской военной миссии в Загребе генерал Антонио Оксилио официально обратился к Павеличу с настойчивой просьбой немедленно собрать хорватский легион, пусть и с чисто символической численностью, для отправки на Восточный фронт. 26 июля 1941 года был отдан приказ о формировании из хорватских добровольцев Лёгкой моторизованной бригады в составе итальянских войск. Итало-хорватский легион формировался на тех же принципах и условиях, что и германско-хорватские силы, и к концу лета 1941 года был уже фактически готов к боевым действиям. По численности новое формирование было равным усиленному батальону. Общая численность составляла 1215 человек. Как и 369-й полк, подразделение было направлено в Сталинград, где оказалось полностью разбито.
В мае 1943 года был сформирован «Новый» Итало-хорватский легион, будучи усиленным подразделением общей численностью 1800 человек.